# فرناندو کروز
فرناندو کروز (پرتغالی: Fernando Cruz؛ زادهٔ ۱۲ اوت ۱۹۴۰- ۱۶ اوت ۲۰۲۵) بازیکن فوتبال اهل پرتغال بود.
از باشگاه‌هایی که در آن بازی کرده‌است می‌توان به باشگاه ورزشی بنفیکا و باشگاه فوتبال پاری سن-ژرمن اشاره کرد.
وی همچنین در تیم ملی فوتبال پرتغال بازی کرده‌است.